# Rociu
Rociu è un comune della Romania di 2 693 abitanti, ubicato nel distretto di Argeș, nella regione storica della Muntenia.
Il comune è formato dall'unione di 4 villaggi: Gliganu de Jos, Gliganu de Sus, Rociu, Șerbănești.